# (100258) 1994 SW10
(100258) 1994 SW10 es un asteroide perteneciente al cinturón de asteroides, descubierto el 29 de septiembre de 1994 por el equipo del Spacewatch desde el Observatorio Nacional de Kitt Peak, Arizona, Estados Unidos.

## Designación y nombre
Designado provisionalmente como 1994 SW10.

## Características orbitales
1994 SW10 está situado a una distancia media del Sol de 3,194 ua, pudiendo alejarse hasta 3,816 ua y acercarse hasta 2,573 ua. Su excentricidad es 0,194 y la inclinación orbital 1,972 grados. Emplea 2085 días en completar una órbita alrededor del Sol.

## Características físicas
La magnitud absoluta de 1994 SW10 es 15,1.